# H.323
H.323 je v informatice doporučení ITU Telecommunication Standardization Sector (ITU-T), které definuje protokoly pro audio-vizuální relace komunikace v jakékoli paketové síti. Je v současnosti implementován v několika Internetových real-timeových aplikacích, například NetMeeting nebo Ekiga, která využívá implementaci OpenH323. Je součástí rodiny protokolů H.32x. H.323 je běžně využíván při komunikaci pomocí VoIP (Internetová telefonie) a videokonferencích založených na IP. Jeho účel je tedy podobný účelu SIP.
H.323 je založen na doporučení protokolu Q.931 a je vhodný pro volání přes sítě IP, PSTN, ISDN a QSIG. Způsob přenosu, podobný modelu ISDN, usnadňuje zavedení telekomunikace skrze IP do existujících PBX systémů založených na ISDN.

## Použití
H.323 je široce implementován výrobci specializujících se na hlasové a videokonferenční zařízení. Používá se v různých internetových aplikacích, jako jsou GnuGK a NetMeeting, určené pro přenos obrazu a zvuku v reálném čase. Celkově je tato skupina protokolů podporována ze strany poskytovatelů služeb a podniků jako služba přenosu obrazu a zvuku přes sítě IP. Své použití našlo na celém světě u poskytovatelů hlasových i video služeb přes IP sítě.
H.323 je součást série protokolů ITU-T H.32x, které skýtají také multimediální komunikaci skrze ISDN, veřejnou telefonní síť nebo SS7 a 3G mobilní sítě.

## Historie
První verze H.323 byla publikována Mezinárodní telekomunikační unií (ITU) v listopadu 1996 s důrazem na umožnění videokonferenčních hovorů skrze LAN sítě. Tato verze byla rychle adoptována průmyslem jako prostředek přenosu hlasové komunikace, včetně sítí WAN a internetu (viz VoIP).
Následně byl protokol H.323 revidován a opětovně publikován s vylepšeními nezbytnými pro lepší přenos jak zvuku, tak i videa přes sítě s přepínatelnými pakety. Všechny verze byly zpětně kompatibilní s těmi předchozími. H.323 byla používána nejen v sítích LAN, ale i WAN a větších sítích, název H.323 byl pozměněn v době publikace v roce 1998. Tento název, který nebyl dosud změněn, zní "Packed-Based Multimedia Communications Systems", tedy "Paketové multimediální komunikační systémy."
H.323 byl prvním protokolem splňujícím Real-time Transport protokol, který vydala IETF (Internet Engineering Task Force) pro přenášení zvuku a videa přes IP sítě.

## Architektura
Systém H.323 definuje několik síťových prvků, které společně pracují tak, aby bylo dosaženo bohaté multimediální komunikace. Hlavními prvky jsou terminály, Vícebodové kontrolní jednotky (MCU), brány, gatekeepery a omezující prvky. Hromadně jsou terminály, MCU a brány často označovány jako koncové body.

### Terminály
Terminály jsou základními prvky v každém H.323 systému. Jsou to přístroje, se kterými se uživatel běžně setkává. Mohou být ve formě buď jednoduchého IP telefonu nebo ve formě videokonferenčního přístroje s vysokým rozlišením.
Uvnitř terminálu je sada protokolů, které provádějí funkce, definované H.323 systémem. Tato sada zahrnuje základní protokoly doporučené Mezinárodní komunikační technologií jako je třeba H.245, H.225.0 a RTP.

### Vícebodové kontrolní jednotky (MCU)
Vícebodové kontrolní jednotky (MCU) jsou zodpovědné za řízení vícebodové konference a skládají se ze dvou logických entit a sice vícebodového řadiče (MC) a vícebodového procesoru (MP). Z praktického hlediska je MCU konferenční most rozdílný než ty, co jsou dnes běžně používány ve veřejných komutovaných telefonních sítí. Hlavním rozdílem je to, že H.323 MCU je schopný směšovat a přepínat video na rozdíl od běžného směšování audia běžnými konferenčními mosty. Některé MCU umožňují spolupráci dat z více bodů. Což pro koncového uživatele znamená to, že díky přenosu videa skrze H.323 MCU je uživatel schopen vidět všechny ostatní účastníky konference a ne jen pouze slyšet jejich hlasy.

### Brány
Brány jsou zařízení, které umožňují komunikaci mezi H.323 sítí a ostatních, jako jsou například PSTN nebo ISDN sítě. Pokud jedna ze stran nevyužívá terminál standardu H.323, pak musí výzva o spojení projít skrze bránu, aby mohly obě strany vzájemně komunikovat.
Brány jsou dnes široce využívány k tomu, aby se starší PSTN telefony mohly propojit s velkými mezinárodními H.323 sítěmi, které jsou v současné době poskytovány. Brány jsou také používány v rámci podniku s cílem umožnit firmě komunikaci z IP telefonů na PSTN sítě prostřednictvím poskytovatele služeb.
Taktéž jsou brány využívány k tomu, aby videokonferenční zařízení, zařízené na standardu H.320 a H.324 mohly komunikovat s H.323 systémy. Většina mobilních sítí třetí generace (3G) využívají protokol H.324 a jsou schopny komunikovat s podnikovými sítěmi, založenými na H.323 protokolu, prostřednictvím těchto bran.

### Gatekeepery
Gatekeeper (česky vrátný) je volitelná součást H.323 systému, která poskytuje celou řadu služeb terminálům, branám a MCU zařízením. Tyto služby zahrnují registraci koncových bodů, rozlišování adres, ovládání přijetí hovorů, ověřování uživatelů atd.. Z různých funkcí vykonávaných gatekeeperem je rozlišování adres tou nejdůležitější, neboť umožňuje aby se dva koncové body mohly kontaktovat navzájem, aniž by jeden koncový bod musel znát IP adresu toho druhého.
Gatekeepery mohou být navrženy tak, aby mohl provoz probíhat v jednom ze dvou signalizačních režimů a sice "přímo směrovaném" a "gatekeeperem směrovaném". Přímo směrovaný režim je nejúčinnější a nejrozšířenější způsob. V tomto režimu využívají koncové body protokol RAS, aby se naučily IP adresu druhého koncového bodu a hovor je pak navázán přímo na jednom z koncových zařízení. V gatekeeperem směrovaném režimu procházejí signály vždy skrze gatekeepera. Na rozdíl od předchozího režimu směrovaní, tento režim vyžaduje větší výpočetní výkon, ale také dává gatekeeperu úplnou kontrolu nad hovorem a možnost poskytovat doplňkové služby jménem koncových bodů.
H.323 koncové body využívají RAS protokol ke komunikaci s gatekeeperem. Stejně tak gatekeeper využívá RAS protokol ke komunikaci s ostatními gatekeepery.
Skupina koncových bodů, které jsou registrovány na jednom gatekeeperu v H.323 se označují jako "zóna". Tato skupina zařízení nemusí mít nutně přidělenou fyzickou adresu. Zóna může být zcela logická a je libovolně definována správcem sítě.
Gatekeepry mají schopnost propojit zóny a umožnit tak vzájemnou komunikaci. Toto spojení usnadňuje použití vytáčených plánů (dial plans) jako je globální vytáčený systém (GDS). Vytáčené plány usnadňují vnitřní komunikaci mezi zónami, tzv. "inter-zone", což znamená, že dva koncové body v jednotlivých zónách spolu mohou navzájem neomezeně komunikovat.

### Omezující prvky (hraniční a "peer" elementy)
Omezující prvky jsou volitelné entity podobné gatekeeperu, ale nemají možnost řídit přímo koncové body a poskytují některé služby, které nejsou definovány v protokolu RAS. Hraniční a peer elementy jsou chápány jako "administrativní oblast".
Administrativní oblast je sbírka všech oblastí, které jsou pod kontrolou jedné osoby nebo organizace jako je třeba poskytovatel služeb. V rámci poskytovatele služeb mohou být stovky nebo tisíce bran, telefonů, video terminálů nebo jiných H.323 síťových prvků. Poskytovatel služeb může uspořádat zařízení do zóny, která mu umožňuje co nejlépe spravovat všechna zařízení pod jeho kontrolou, jako je třeba logické uspořádání města. Celkově vzato, všechny zóny v rámci jednoho poskytovatele služeb, se ostatním poskytovatelům jeví jako administrativní oblasti.
Hraniční element je signalizační jednotka, která obvykle leží na okraji administrativní oblasti a komunikuje tak s jinou administrativní oblastí. Tato komunikace může zahrnovat věci, jako je informace o povolení přístupu, informace o cenách nebo další důležité údaje potřebné ke komunikaci mezi dvěma administrativními oblastmi.
Peer elementy jsou subjekty v rámci oblasti, které více či méně napomáhají k šíření informací získaných z hraničních prvků celé administrativní oblasti. Tato architektura je určena k tomu, aby při nasazení ve velkém měřítku do páteřní sítě umožňovala služby, jako je třeba zúčtování a vypořádání transakcí pro finanční instituce.

## Příklady využití

### H.323 a VoIP služby
Voice over Internet Protocol (zkratkou VoIP) je technologie, umožňující přenos digitalizovaného hlasu prostřednictvím internetu nebo přepojováním paketů. ITU-T doporučení H.323 je jeden ze standardů používaných ve VoIP. VoIP vyžaduje připojení k internetu nebo přepojování paketů a předplatné u poskytovatele služeb VoIP (analogový telefonní adaptér (ATA), VoIP telefon nebo "soft-phone"). Poskytovatel služby nabízí spojení do dalších služeb na bázi VoIP nebo PSTN. Většina poskytovatelů služeb si účtuje měsíční poplatky plus dodatečné náklady na volání. Využívání VoIP v oblasti mezi dvěma firmami nutně vyžaduje podporu od poskytovatele VoIP služeb. Například H.323 byl široce využíván společnostmi, které chtěly propojit vzdálená místa přes IP pomocí několika různých drátových a bezdrátových technologií.

### H.323 a videokonferenční služby
Videokonference nebo video-telekonference (VTC) je soubor telekomunikačních technologií, které umožňují spojení mezi dvěma více místy skrze obousměrné video a audio přenosy zároveň. V zásadě existují dva typy videokonferencí. Specializované VTC systémy, které mají všechny potřebné součásti zabaleny do jednoho kusu vybavení, zatímco desktopové VTC systémy jsou běžné doplňky pro domácí počítače, které jsou společně s transformovány do jednoho VTC zařízení. Současné videokonference mezi třemi čí více vzdálenými místy, je možné provozovat díky vícebodovým kontrolním jednotkám (MCU). Vzhledem k cenové hladině a rozšiřování internetu, zaznamenal standard H.323 silný růst pro využití videokonferencí. H.323 je přístupný komukoliv s vysokorychlostním připojením k internetu jako je DSL. Videokonference se používá v různých oblastech jako je: dálkové vzdělávání, telemedicína, videokonferenční servis a různá obchodní komunikace.

### Mezinárodní konference
H.323 se také používá k mezinárodním konferencím, které jsou podstatně větší než ty typické. Jednou z nejnavštěvovanějších každoročních akcí je Megaconference.